# Marie-Soledad Rodriguez
Pour les articles homonymes, voir Rodríguez.
Marie-Soledad Rodriguez est professeure en études ibériques à l'université Sorbonne Nouvelle. Elle s'intéresse tout d'abord au relations entre cinéma et politique en Espagne puis travaille sur le cinéma espagnol produit par des femmes et aux représentations genrées.  

## Biographie
Marie-Soledad Rodriguez est agrégée d'espagnol en 1986. Elle soutient une thèse intitulée Le cinéma de Jaime de Armiñán (1969-1987) : rupture et continuité à l' Université Sorbonne-Nouvelle en 1996. Elle est nommée maîtresse de conférences du département d'études ibériques à l'Université  de Caen en 1996 puis, à partir de 1999, à l'Université Sorbonne-Nouvelle. Elle s'intéresse particulièrement à la création au féminin et aux représentations genrées dans le cinéma et la littérature espagnole.
En 2011, elle publie un ouvrage sur le cinéma fantastique espagnol. Elle montre que ces films fantastiques sont le reflet de la société espagnole hantée par le franquisme. 
En 2015, elle organise avec Hélène Fleckinger le colloque « Regards croisés France-Espagne : mouvements féministes et création audiovisuelle années 1970-1980 »,.

## Publications
- Marie-Soledad Rodriguez (dir.), Le cinéma de Julio Medem, Paris, Presse Sorbonne-Nouvelle, 2008, 215 p. (ISBN 978-2-87854-405-3, lire en ligne)
- Marie-Soledad Rodriguez (dir.), Le fantastique dans le cinéma espagnol contemporain, Paris, Presse Sorbonne-Nouvelle, 2011, 159 p. (ISBN 978-2-87854-501-2)[5]
- Catherine Flepp (dir.) et Marie-Soledad Rodriguez (dir.), Les dramaturges espagnoles d'aujourd'hui : études, Paris, L'Harmattan, 2017, 188 p. (ISBN 978-2-343-13779-7, lire en ligne)[6],[7]
- Marie-Soledad Rodriguez, La guerre civile dans le cinéma espagnol de la démocratie, Presses universitaires du Midi, coll. « Hespérides », 2020 (ISBN 978-2-8107-0682-2)[8],[9],[10],[11]
- Construction et déconstruction du politique par les médias européens depuis 1975 (Espagne, France, Royaume-Uni), Peter Lang, coll. « Estudios hispánicos en el contexto global. Hispanic Studies in the Global Context. Hispanistik im globalen Kontext », 2022 (ISBN 978-3-631-85394-8)
- Marie-Soledad Rodriguez, Les réalisatrices espagnoles contemporaines, l'Harmattan, coll. « Créations au féminin », 2024 (ISBN 978-2-336-48214-9)